# Wie is Blue Fox?
Wie is Blue Fox? is het drieëntwintigste stripalbum uit de stripreeks Jeremiah. Het album is geschreven en getekend door Hermann Huppen. Van dit album verschenen tot nu toe een druk, bij uitgeverij Dupuis in de collectie Spotlight, in 2002.

## Inhoud
Na de vorige aflevering in het moeras, arriveren Jeremiah en Kurdy nu in een bloeiend stadje, vol met ondeugden en corruptie, waar de economie draait op goktenten en de seksindustrie. Kurdy wordt in elkaar wordt geslagen en moet verplicht in een klein hotel blijven om van zijn kwetsuren te genezen, terwijl Jeremiah een aantrekkelijk animeermeisje ontmoet, Gazoleen. Ze maken kennis met Sue Connely, federale agent, die pedofiele zaken onderzoekt waarbij de verschillende notabelen van de stad betrokken zijn. Zij chanteert de twee met haar samen te werken ... Maar wie is Blue Fox?